# Veliti
Veliti (latinsko veles,  mn. velites  iz latinskega vellus – runo ali kožuh ali velox - hitro) so bili lahko oboroženi pešaki v polibijski vojski Rimske republike. Oboroženi so bili z več lahkimi metalnimi kopji (hastae velitares) in kratkimi meči za zabadanje (gladii) za borbo na blizu. Oklepe so nosili bolj redko, ker so bili najmlajši in najrevnejši vojaki v legiji in si ga niso mogli privoščiti. Nosili so majhne lesene ščite in pokrivala iz volčje kože, da so jih častniki lahko razlikovali od težje oboroženih pešakov. 
Veliti niso imeli svojih enot, ampak so bili v poljubnem številu priključeni k vsakemu maniplu hastatov, princepsov in triarijev. Bili so tipični vojaki za zaklanjanje, preganjanje nasprotnikovih  spopadnikov in metanje kopij, s katerimi so pred bitko nadlegovali nasprotnikove prednje vrste. Ko se je bitka začela, so se umaknili na krili in omogočili napad težje oboroženih hastatov. Če je imel nasprotnik bojne slone, na primer v bitki pri Zami, ali bojne vozove, so se z njimi običajno spopadli veliti, ker so bili bolj mobilni in s kopji bolj učinkoviti od  težje oborožene pehote. V zgodnjih rimskih legijah je bilo približno tisoč velitov. V Marijevih reformah rimske vojske so velite razpustili in jih vključili v druge enote.

## Oprema in organizacija
Veliti so bili najmlajši in običajno najrevnejši vojaki v legiji, ki so si redkokdaj lahko privoščili drago opremo. Oboroženi so bili z lahkimi kopji (hastae velitares), ki so bila podobna težjim kopjem (pila), s katerimi so bili oboroženi drugi legionarji. Konice njihovih kopij so se pri zadetku zvile in onemogočile met nazaj.   Poleg kopij so nosili kratke meče, ki so bili glavno orožje hastatov in princepsov, in majhne okrogle ščite s premerom okoli 90 cm. Borili so se v zelo ohlapni formaciji, kot večina neregularnih enot.
V legiji niso imeli posebnih enot. V polibijski legiji je bilo k vsakemu maniplu hastatov, princepsov in triarijev priključenih po 40 velitov. Pred bitko so se običajno zbrali pred prvo bojno črto in z  metanjem kopij nadlegovali in izzivali nasprotnika, ko se je bitka začela pa so se umaknili in omogočili napad težje oboroženih hastatov. Če hastatom ni uspelo zlomiti nasprotnika, so se umaknili in svoje mesto prepustili princepsom. Če tudi njim  ni uspelo, so se umaknili za triarije, ki so bili težje oklepljeni in najbolj izkušeni in so odločili izid bitke.

## Zgodovina
Veliti so bili nasledniki nekdanjih lahkih pešakov (leves) iz kamilske legije 5. stoletja pr. n. št.. Imeli so tudi zelo podobno vlogo. Bili so iz najbolj revnih slojev rimske družbe.  Revnejši so bili samo rorariji in akcenzi. Slednje so kasneje odpravili, ker zaradi pomanjkljive opreme niso bili dovolj učinkoviti.
Velite so prvič uporabili med obleganjem Capue leta 211 pr. n. št.. Sestavili so jih iz meščanov, ki jih zaradi pomanjkljive opreme niso mogli priključiti hastatom, a so jih zaradi pomanjkanja za boj sposobnih moških vseeno vpoklicali v vojsko. Urili so jih tudi v jahanju na konju skupaj z ekvitom. Na njegov znak so skočili s konja in začeli metati kopja na nasprotnika. Po obleganju so jih vključili v legijo kot lahko pešadijo. Njihova glavna naloga je bila nadlegovanje nasprotnika pred začetkom bitke.
Z Marijevimi reformami leta 107 pr. n. št., ki so bile posledica pomanjkanja vojakov zaradi vojne z numidijskim kraljem Jugurto v Afriki in Germani na severu, so bile nekatere vojaške enote v celoti ukinjene. Odpravljena sta bila tudi kriterija starost in premoženjsko stanje. Novaki so v vojsko vstopali kot karierni vojaki in ne kot prostovoljci. Vsi so bili opremljeni kot srednje težka pehota z enako opremo, ki jo je priskrbela država. Druge naloge (lokostrelci, spopadniki in zaščitnica na krilih)  so prevzele pomožne enote (auxilia).